# 菱形六角化十二面體
在幾何學中，菱形六角化十二面體（rhombo-hexagonal dodecahedron或hexarhombic dodecahedron）是一個平行多面體，由8個菱形4個等邊六邊形組成，也稱為拉長的十二面體（elongated dodecahedron）或擴張的菱形十二面體，因為它可以透過將菱形十二面體的其中4個菱形面擴大（或拉長）成六邊形來構造。

## 密鋪
菱形六角化十二面體可以獨立堆滿三維空間，其可以視為维格纳－赛兹原胞的體心四方晶格。
而由菱形六角化十二面體堆滿三維空間所形成的幾何結構稱為菱形六角化十二面體堆砌。

## 變體
| 共面多面體 | 展開圖 | 堆砌體 |
| 凹多面體   | 展開圖 | 堆砌體 |

## 外部連結
- （页面存档备份，存于） Uniform space-filling using only rhombo-hexagonal dodecahedra
- VRML Model  （页面存档备份，存于）